# Simon Grynaeus
Simon Grynaeus (né à Veringendorf, près de Sigmaringen en 1493 ou 1494, † 1er août 1541 à Bâle) est un théologien humaniste partisan de la Réforme.

## Biographie
Fils d'un paysan de Souabe du nom de Jacob Gryner, il adopta le nom de plume de Grynaeus, épithète du dieu Apollon dans la poésie de Virgile. Il fut un condisciple de Melanchthon au séminaire de Pforzheim, puis il alla étudier la théologie à l'université de Vienne, où il montra un don particulier pour le latin et le grec ancien. Nommé recteur d'une école à Buda, il fut condamné et jeté en prison à l'instigation des Dominicains pour ses prises de position en faveur du mouvement réformé.
Libéré grâce à l'intercession de nobles hongrois, il gagna l'université de Wittemberg, alors dirigée par son ami Melanchthon, puis en 1524 obtint la chaire de grec à l'université de Heidelberg, et conjointement celle de latin deux ans plus tard. Toutefois, là encore, son point de vue sur l'Eucharistie, inspiré de Zwingli, lui attira des chicanes avec ses collègues catholiques. En 1529 Johannes Œcolampadius l'invita à s'établir à Bâle. En septembre 1526, Grynaeus avait  découvert dans la bibliothèque de l'abbaye de Lorsch les manuscrits de cinq livres inconnus des histoires (Ab urbe condita) de Tite-Live, qu'il recopia et communiqua à l'imprimeur bâlois Johann Froben pour son édition de Tite-Live de 1531.
À l'université de la ville, Grynaeus donna des conférences sur la Rhétorique d’Aristote. Quoique divergeant d'Érasme au plan de la doctrine religieuse, il traduisit à la demande de ce dernier une homélie de Jean Chrysostome sur la 1re épître aux Corinthiens (1530). Recommandé à Thomas More par Érasme, il partit en 1531 en Angleterre à la recherche de manuscrits.
Chargé de recueillir l'avis des réformateurs d'Europe continentale sur la question du divorce d'Henri VIII d'Angleterre, il rentra à Bâle juste à temps pour assister à l'agonie d'Œcolampadius (24 novembre 1531). À partir de cette date, il fut nommé, en plus de sa chaire de grec ancien, professeur surnuméraire de théologie, et donna plusieurs conférences sur l'exégèse du Nouveau Testament.
En 1534, le duc Ulrich VI de Wurtemberg l'appela dans son fief de Wurtemberg pour y propager la Réforme, et pour y refonder l’université de Tübingen, ce qu'il fit avec l'appui d'Ambrosius Blarer de Constance. Il fut aussi, en janvier 1536, l'un des rédacteurs de la Première Confession helvétique et participa aux conférences qui appelaient les Suisses à souscrire à la Concorde de Wittemberg (1536).
Mandaté par l'Église de Bâle lors de la Diète de Worms (1540), il y était le seul représentant des églises réformées de Suisse. Il fut emporté à Bâle par l'épidémie de Peste noire à l'été 1541.
Lettré brillant, réformateur modéré, il eut, grâce à son caractère enjoué et aimable, une grande influence sur l'instauration de la paix religieuse. Il comptait Didier Érasme et Jean Calvin parmi ses correspondants.

## Œuvres
- Novus Orbis regionum ac insularum veteribus incognitarum... (mars 1532), Bâle.
- De Mundo Aristotelis et Scholion doctissimum in Aristotelis libellum de Mundo Simone Grynaeo authore (mars 1533), 1 vol. in-8°, Bâle, impr. Johannes Walder.
- Στοικειον βιϐλιον ...in Euclidis Geometriae elementa Græca. Adiecta præfatiuncula in qua de disciplinis mathematicis nonnihil. [Edidit Simon Grynæus]. (1533) – Bâle, impr. Johann Herwagen (Basileae : apud Ioan. Hervagium). Première édition imprimée en grec des Éléments d'Euclide.
- Aristotelis,  Organon Ὠϱγανον, η ἡ της φιλοσοφιας χειρ (1536), Bâle, impr. Johann Bebel, 1 vol. in-4°.
- Aristotelis. De virtutibus libellus plane aureus, ... per Simonem Grynaeum, (mars 1539), Bâle, impr. Robert Winter, 1 vol. in-8°.
- in Ptolemaei magnae constructionis libros Graecos (1538), Bâle
- Chrysostomi in priorem ad Corinthios, Bâle
- S. Grynaei epistolae (1847), éd. Streuber

Cf. le Dictionnaire de Pierre Bayle ; WT Streuber dans la Realencyklopädie d'Albert Hauck (1899)